# Heinz Luschey
Heinz Luschey (* 3. Dezember 1910 in Berlin; † 1. Januar 1992 in Tübingen) war ein deutscher Klassischer Archäologe. Seine Fachgebiete sind die Klassische und die iranische Archäologie.

## Leben
Heinz Luschey, der Sohn des Gymnasiallehrers Gustav Luschey (1880–1954), besuchte das Stadtgymnasium Stettin, das sein Vater von 1917 bis 1945 leitete. Nach der Reifeprüfung studierte Luschey Klassische Archäologie an der Universität München bei Ernst Buschor, bei dem er 1938 promoviert wurde. Von 1938 bis 1939 reiste er mit dem Reisestipendium des Deutschen Archäologischen Instituts. Seine ersten wissenschaftlichen Arbeiten galten der griechischen und kleinasiatischen Toreutik und griechischen Glasgefäßen.
Nach dem Dienst im Zweiten Weltkrieg arbeitete Luschey als Assistent am Seminar für Klassische Archäologie der Universität Tübingen. 1956, kurz nach seiner Habilitation und Ernennung zum Privatdozenten, wurde er zum Zweiten Direktor der Abteilung Istanbul des Deutschen Archäologischen Instituts ernannt. 1961 wechselte er an die neu gegründete Abteilung Teheran als Erster Direktor. 1963 erhielt er den Professorentitel. Aus gesundheitlichen Gründen trat er 1971 frühzeitig in den Ruhestand und zog nach Tübingen, wo er als Honorarprofessor archäologische Veranstaltungen abhielt.
Heinz Luscheys Forschungsschwerpunkte waren weite Felder der Klassischen Archäologie und der Iranischen Archäologie und Kunstgeschichte. Er beschäftigte sich intensiv mit der Griechischen Vasenmalerei, Glas- und Keramikgefäßen, Reliefs und Ikonografie. An der Auswertung der Funde von Bisutun beteiligte er sich durch zahlreiche Einzelstudien.
Heinz Luschey war verheiratet mit der Kunsthistorikerin Ingeborg Luschey-Schmeisser (1918–2009).

## Veröffentlichungen (Auswahl)
- Die Phiale Nieft, Bleicherode 1939 (Dissertation).
- Funde zu dem grossen Fries von Pergamon (= Winckelmanns-Programm der Archäologischen Gesellschaft zu Berlin 116/117). De Gruyter, Berlin 1962.
- Die Kunst Irans zur Zeit der Achaemeniden, Alexanders des Grossen und der Seleukiden. In: Karl Schefold (Hrsg.): Die Griechen und ihre Nachbarn (= Propyläen Kunstgeschichte Bd. 1). Berlin 1967, S. 291–297.
- Iran und der Westen von Kyros bis Khosrow. In: Archäologische Mitteilungen aus Iran. Neue Folge Band 1, 1968, S. 15–37.
- Der Löwe von Ekbatana. In: Archäologische Mitteilungen aus Iran. Neue Folge Band 1, 1968, S. 115–122, mit einem Anhang von S. Nadjambadi und G. Gropp (S. 123–128).
- Zur Datierung der sasanidischen Kapitelle aus Bisutun und des Monuments von Taq-i-Bostan. In: Archäologische Mitteilungen aus Iran. Neue Folge Band 1, 1968, S. 129–142.
- Rechts und links. Untersuchungen über Bewegungsrichtung, Seitenordnung und Höhenordnung als Elemente der antiken Bildsprache. Wasmuth, Tübingen 2002, ISBN 3-8030-0172-2 (= Habilitationsschrift der Universität Tübingen 1956).